# Beren Gökyıldız
Beren Gökyıldız (Istambul, 16 de setembro de 2009) é uma atriz turca, conhecida por ter protagonizado as telenovelas Anne e Querida Filha.

## Biografia
Beren Gökyıldız nasceu a 29 de setembro de 2009 em Istambul. Continua a estudar na escola primária.  Começou a sua carreira de atriz na série Kocamın Ailesi, da Fox TV, e ganhou o carinho do público com a sua personagem.
Apesar da sua idade, conseguiu ter um desempenho de sucesso e, mais tarde, apareceu no programa Güldüy Güldüy Show da Show TV. Conseguiu depois um papel na série Anne da Star TV, no papel de Melek Akçay, e partilhou o papel principal com Vahide Perçin e Cansu Dere.

## Filmografia
| Cinema    | Cinema              | Cinema                            | Cinema                      |
| Ano       | Título              | Papel                             | Notas                       |
| --------- | ------------------- | --------------------------------- | --------------------------- |
| 2016      | Boşu Bir Yerde      | Elmas                             | Papel principal             |
| 2018      | Bal Kaymak          | Bade                              | Papel principal             |
| Televisão |                     |                                   |                             |
| Ano       | Título              | Papel                             | Notas                       |
| 2014–2015 | Kocamın Ailesi      | Pelin                             | Atriz coadjuvante           |
| 2016      | Güldüy Güldüy Show  | Ela mesma                         | Atriz de teatro             |
| 2016–2017 | Anne                | Melek Akçay / Turna Güneş         | Papel principal             |
| 2018      | Bizim Hikaye        | Ayşe                              | Atriz coadjuvante           |
| 2018–2019 | Querida Filha       | Öykü Göktürk (Olívia em Portugal) | Papel principal             |
| 2020      | Mucize Doktor       | Betüş                             | Participação como convidada |
| 2020      | Çocukluk            | Mavi / Şirin                      | Papel principal             |
| 2023      | Yeşil Vadi'nin Kızı | Melissa Çelik                     | Papel principal             |
| 2024      | Kopuk               | Azra                              | Atriz coadjuvante           |